# Sold Out Software
Sold Out Software – brytyjski wydawca gier komputerowych z siedzibą w Wielkiej Brytanii. Firma została założona w 1997 roku, wydała ponad 450 gier, m.in. Cezar III, Black & White, Shogun: Total War, Tomb Raider, Thief II: The Metal Age, Dungeon Keeper 2, Warzone 2100, Mafia, Command & Conquer: Red Alert 2 i Driver w edycji Sold Out.
Obecnie firma Sold Out Software jest własnością Mastertronic.